# Айра Московіц
Айра Московіц (англ. Ira Moskowitz; 15 березня 1912, Турка —  2001, Нью-Йорк) — американський художник, гравер і мистецтвознавець.

## Біографія
Народився в містечку Турка на Галичині в 1912 році в єврейській родині. В 1914 році з родиною переїхав до Праги. В 1927 році з родиною емігрував до Нью-Йорка. В 1928-1931 рр.навчався в «Лізі студентів мистецтва» (англ. – «Art Student's League»)під керівництвом Гаррі Вікі (англ. –Harry Wickey). З 1935 по 1937 рік мешкав у Парижі. В 1938 році в Нью-Йорку одружився з художницею Ганною Баррі (англ. – Anna Barry) в Нью-Йорку. Подружжя незабаром вперше відвідали Таос (англ. – Taos) і Санта Фе (англ. – Santa Fe) в Нью-Мексико, куди згодом щороку приїжджали, допоки в 1944 не переселилися туди на постійне проживання (до 1949 року).
Протягом цього часу, в 1943 Московіц отримав стипендію Гуггенхайма (англ. – Guggenheim).За часів Другої світової війни він завершив літографію "Працівники війни", яка була відзначена призом на виставці "Художники за перемогу." Ще одна його літографія, "Буря в Таос Валлі", була удостоєна першої  премії  Бібліотеки Конгресу в 1945 році. Хоча Московіц присвятив більшу частину свого життя  юдейському мистецтву, його період у Нью-Мексико  був особливо продуктивним на інші роботи. 
Його «нью-мексиканський» період мистецтва характеризується «регіоналізмом» творів, в яких автор  зображує як пейзажі Нью-Мексико, так і життя штату в переплетінні трьох культур, особливо культури пуебло (англ. – pueblo).  Він і його дружина Ганна часто відвідують і роблять замальовки територій на кордоні  зі Старою Мексикою. Хоча на південному заході Америки, Московіц процвітав як гравер, він продовжує писати маслом і аквареллю. Більша частина малюнків з цього періоду склали матеріал для ілюстрування книги "Звички і обряди індіанців Південного Заходу" (англ. – "Patterns and Ceremonials of the Indians of the Southwest").

Після від'їзду  з Південного Заходу, естамп залишився найбільшим здобутком його життя і мистецтва, проте різко змінився предмет його мистецького зацікавлення — пізніші роботи Московіца присвячені, головним чином,  релігійній (юдейській) тематиці. Ці роботи були добре прийняті на ранньому етапі і Московіц до кінця життя найбільше був задоволений власне ними.

З 1963 до 1966 року Московіц жив у Парижі. В 1967 році він повернувся до Нью-Йорку, де оселився у власному будиноку.  В  2000-2001 Заплін-Ламерт галереї  (англ. – «Zaplin-Lampert Gallery») Санта-Фе була експонована тривала виставка його робіт. За своє життя він отримав безліч нагород, включно зі стипендією Гуггенхайма. Його роботи є в колекціях  Бібліотеки Конгресу (англ. – Library of Congress),  Музею сучасного мистецтва (англ. – Museum of Modern Art),  Музею Метрополітен (англ. – Metropolitan Museum of Art), Музею Уїтні (англ. – Whitney Museum), Національної галереї мистецтва (англ. – National Gallery of Art), Інституту Карнегі (англ. –  Carnegie Institute), Музею церемоніального мистецтва навахо (англ. – Museum of Navajo Ceremonial Art)  в США, і Національної бібліотеки (фр. – Bibliotheque Nationale, Paris) в Парижі. Помер  в Нью-Йорку в 2001 році.

## Вибрана творчість
- "Patterns and Ceremonials of the Indians of the Southwest" (Звички і обряди індіанців Південного Заходу").Collier, John, text. Ira Moskowitz, illus. John Sloan, intro. New York: E. P. Dutton, 1949  — ілюстрація